# Dior de Gondor
En el universo imaginario de J. R. R. Tolkien y en los apéndices de la novela El Señor de los Anillos, Dior fue el noveno Senescal Regente del reino de Gondor. Nacido en el año 2328 de la Tercera Edad del Sol, es hijo del senescal Barahir. 
Dior es el octavo y último senescal que rigió en la época dominada por la Paz Vigilante. Sucedió a su padre en el año 2412 T. E. y gobernó Gondor por 24 años. Murió en el año 2435 T. E. Dior no tuvo hijos por lo que fue sucedido por su sobrino (hijo de su hermana Rían) Denethor I. 